# Fuentes de Carbajal
Fuentes de Carbajal település Spanyolországban, León tartományban. Lakosainak száma 76 fő (2024).

## Földrajza
Fuentes de Carbajal Villabraz, Castilfalé, Valdemora, Gordoncillo, Valderas, Campazas és Villaornate y Castro községekkel határos.

## Népesség
A település lakosságának változását az alábbi diagram mutatja:
| Lakosok száma | 128  | 124  | 126  | 124  | 115  | 102  | 90   | 98   | 79   | 76   |
|               | 2001 | 2004 | 2007 | 2009 | 2012 | 2014 | 2017 | 2019 | 2022 | 2024 |